# Гроссмейстер фантастики
Мемориальная премия «Гроссмейстер фантастики» имени Деймона Найта (англ. Damon Knight Memorial Grand Master Award) — самая престижная американская литературная премия, которая вручается за общий пожизненный вклад в жанр фантастики (научной фантастики и фэнтези). Основана в 1975 году Американской ассоциацией писателей-фантастов (англ. Science Fiction & Fantasy Writers of America, SFWA). После смерти основателя Ассоциации — американского писателя-фантаста, редактора и литературного критика Деймона Найта (1922—2002) была названа в его честь. Вручается в рамках награждения премией «Небьюла». Первым обладателем титула стал Хайнлайн.
Премия вручается только при жизни писателя на время объявления обладателя титула, то есть как правило в конце прошлого года. Лишь один из объявленных лауреатов премии — Альфред Бестер — скоропостижно скончался вскоре после объявления и не дождался официального вручения.
Всего за период существования премии продолжительностью более 40 лет (1975—2021) премию «Гроссмейстер фантастики» получили 37 известных писателей-фантастов.

## История
Премия Grand Master Award первоначально была ограничена шестью присуждениями за десятилетие, а шесть были вручены за десять лет до 1984 года; двенадцать за двадцать лет до 1994 года. На момент награждения всем лауреатам было от 60 лет (Нало Хопкинсон) до 84 полных лет (Альфред ван Вогт, Джеймс Эдвин Ганн и Гарри Гаррисон). Андре Нортон была первой женщиной, удостоенной такой чести, и только шесть других женщин были награждены с тех пор. Известный критик и писатель Дэйвид Барнетт проводит интересное сравнения возраста гроссмейстеров фантастики (где премии удостаиваются исключительно седовласые старцы) и шахматных гроссмейстеров (где часто аналогичное звание получают в до достижения совершеннолетия)
С 1995 года награда присуждается ежегодно, за исключением только 2002 и 2011 года.
Начиная с 1995 года SFWA также присуждает звание «Заслуженный писатель», чтобы узнать и оценить лучших авторов в жанрах научной фантастики и фэнтези, которые внесли значительный вклад в эту область, но больше не работают или чья превосходная работа может больше не будет так широко известна, как раньше. Ежегодно называлось не более одного заслуженного автора, и получателя приглашали выступить на ежегодном банкете Nebula Awards. Всего этой премией были награждены 14 человек. Её статус как «утешительного приза» вызывал неоднозначную реакцию критиков (ни один лауреат не стал гроссмейстером фантастики), и в настоящее время данная награда упразднена.

## Список гроссмейстеров фантастики
- 1975 — Роберт Хайнлайн (1907—1988)
- 1976 — Джек Уильямсон (1908—2006)
- 1977 — Клиффорд Дональд Саймак (1904—1988)
- 1978 — не присуждалась
- 1979 — Лайон Спрэг де Камп (1907—2000)
- 1980 — не присуждалась
- 1981 — Фриц Лейбер (1910—1992)
- 1982 — не присуждалась
- 1983 — не присуждалась
- 1984 — Андре Нортон (1912—2005)
- 1985 — не присуждалась
- 1986 — Артур Кларк (1917—2008)
- 1987 — Айзек Азимов (1920—1992)
- 1988 — Альфред Бестер (1913—1987)
- 1989 — Рэй Брэдбери (1920—2012)
- 1990 — не присуждалась
- 1991 — Лестер дель Рей[7]  (1915—1993)
- 1992 — не присуждалась
- 1993 — Фредерик Пол[8] (1919—2013)
- 1994 — не присуждалась
- 1995 — Деймон Найт[9] (1922—2002)
- 1996 — Альфред ван Вогт[10]  (1912—2000)
- 1997 — Джек Вэнс[11] (1916—2013)
- 1998 — Пол Андерсон[12] (1926—2001)
- 1999 — Хол Клемент (Гаррі Стаббс)[13][14] (1922—2003)
- 2000 — Брайан Олдис[15][16] (1925—2017)
- 2001 — Филипп Хосе Фармер[17] (1918—2009)
- 2002 — не присуждалась
- 2003 — Урсула Ле Гуин[18] (1929—2018)
- 2004 — Роберт Силверберг (1935—)[19][20]
- 2005 — Энн Маккефри[21][22] (1926—2011)
- 2006 — Харлан Эллисон[23][24][25] (1934—2018)
- 2007 — Джеймс Эдвин Ганн[26][27] (1923—2020)
- 2008 — Майкл Муркок (1939—) [28]
- 2009 — Гарри Гаррисон[29] (1925—2012)
- 2010 — Джо Холдеман[30] (1943—)
- 2011 — не присуждалась
- 2012 — Конни Уиллис[31]  (1945—)
- 2013 — Джин Вулф[32][33]  (1931—2019)
- 2014 — Сэмюэл Дилэни[34]  (1942—)
- 2015 — Ларри Нивен (Лоуренс ван Котт)[35]  (1938—)
- 2016 — Кэролайн Джэнис Черри[36] (1942—)
- 2017 — Джейн Йолен[37] (1939—)
- 2018 — Питер Бигл[38] (1939—)
- 2019 — Уильям Гибсон[39] (1948—)
- 2020 — Лоис Макмастер Буджолд[40] (1949—)
- 2021 — Нало Гопкинсон[41] (1960—)
- 2022 — Мерседес Лэки[42][43] (1950—)